# Museu Pau Casals
El Museu Pau Casals es troba a l'antiga casa del violoncel·lista català al passeig marítim de Sant Salvador, barri maríti d'El Vendrell. Es va inaugurar l'any 1974 i el 2020 fou declarat bé cultural d'interès local.

## Història
El 1908, Pau Casals va comprar uns terrenys i va encarregar la construcció d'una casa d'estiueig al barri marítim de Sant Salvador, a uns 3 km del nucli urbà del Vendrell. Un any després, va signar el contracte amb Josep Carreras i Francesc Solà, constructor i arquitecte, respectivament. Les obres de construcció no començarien fins al gener de 1910, i l'any següent, Casals ja va estiuejar a la finca amb la seva família. Als estius posteriors, passaria temporades amb músics de renom com Enric Granados, Donald F. Tovey o Mieczyslaw Horszowski.
Progressivament, la finca es va anar ampliant i va anar incorporant noves instal·lacions, com una pista de tennis, un jardí, un hort i a finals dels anys 1920 unes cases per als convidats. En aquell moment també es va modificar la barana de la terrassa per una balustrada. A principis dels anys 1930, la casa va ser reformada per Antoni Puig i Gairalt, que li va donar un aspecte noucentista. Inclogué l'ala nova de llevant, un garatge, el jardí, la reforma de la quadra, el rebost vell, la masia de la vinya i la instal·lació per al regadiu. El 1935 es va projectar la Sala de Concerts i la Sala del Vigatà, on es van instal·lar un conjunt de pintures de Francesc Pla i Duran «el Vigatà», procedents de la casa Joan Ribera de Barcelona. També es va crear una galeria d'escultures, amb obres de Josep Clarà (Apol·lo), Martí Llauradó i Josep Llimona.
Tanmateix, Casals no en va poder gaudir gaire, ja que el gener del 1939, al poc de finalitzar les obres, va esclatar la Guerra Civil espanyola i es va haver d'exiliar. Mentrestant, el seu germà Lluís i la seva família es farien càrrec de la casa. El 1972, un any abans de morir, el músic i la seva dona Marta Casals Istomin van crear la Fundació Pau Casals amb l'objecte de preservar el patrimoni de la casa de Sant Salvador. El 1974 es van obrir les portes d'algunes sales, com la Sala de la Música i la Sala del Sentiment, reconvertida ara en pinacoteca, i el 1976 es va inaugurar la primera versió de la casa museu.
El 1996, la Fundació tancà el museu per a rehabilitar l'edifici i renovar el discurs museogràfic. Amb la inauguració de la nova etapa el 2 de juny del 2001, adoptà el nom definitiu de Vil·la Casals-Museu Pau Casals. L'1 de febrer de 2021, començà una nova rehabilitació de la casa i dels jardins, i de renovació museogràfica.

## Edifici

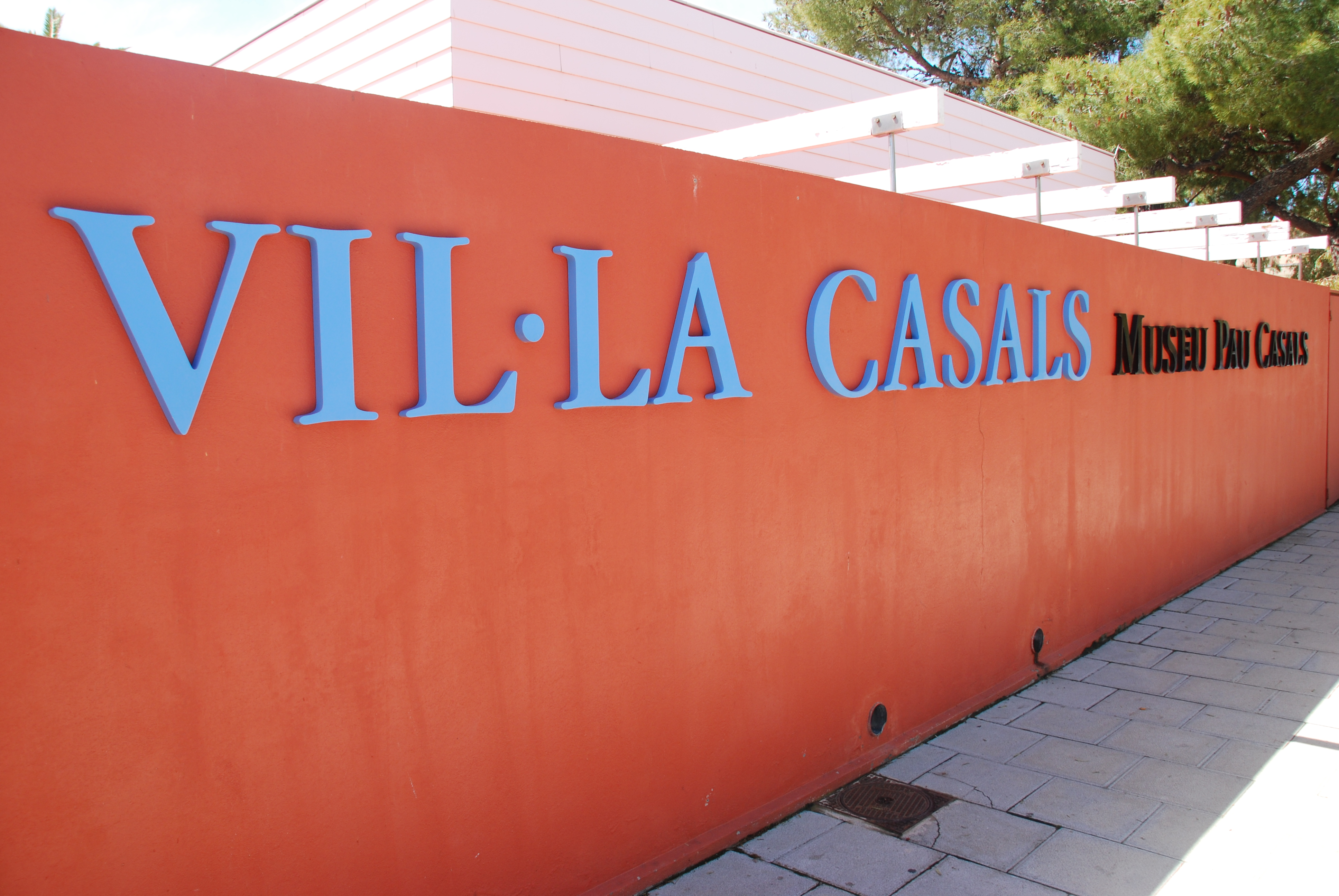
Entrada al Museu Pau Casals

És una casa d'estiueig d'una sola planta, i a la part del davant té un petit pati-jardí al qual s'accedeix mitjançant una porta amb llinda. L'entrada de la casa té una porxada d'arcs de mig punt, sobre la qual hi ha una inscripció commemorativa.
Cal destacar les dues ales laterals, així com un jardí que es troba a la banda dreta de la casa, d'un traçat geomètric simple i esglaonat, que conté en la part central un estanyol, reminiscència classicitzants de la primera etapa constructiva d'Antoni Puig i Gairalt.
La galeria consta de dues plantes i té forma rectangular. Estava pensada per a contenir un museu d'escultura i la part superior com a mirador. Els baixos presenten unes finestres semicirculars, unes pilastres amb base i capitells que sostenen l'entaulament sobre el qual hi ha el segon pis. Aquest és descobert i limitat per una barana de pedra dividida amb cossos que sostenen unes escultures exemptes que fan la funció de pinacles. El terra és fet de còdols marins. La part de davant de la galeria presenta un cos adossat on hi ha dues escalinates laterals mitjançant les quals s'accedeix al pis superior.

## Col·lecció
Mentre Pau Casals vivia a Catalunya, va dedicar-se a formar una col·lecció privada de pintura catalana, i actualment s'hi poden veure obres d'artistes vinculats a la Sala Parés i al cercle de Joan Merli. També hi ha escultures, instruments musicals, fotografies, autògrafs, mobles i altres objectes personals del músic.

## Fons documental
El fons documental de la Fundació Pau Casals es troba a l'Arxiu Nacional de Catalunya, a Sant Cugat del Vallès. Està format amb tota la documentació referent tant a la vida personal com professional del mestre entre 1876 i 1976. Hi destaquen algunes de les seves composicions i la seva correspondència personal, on es pot constatar la relació que va mantenir amb diverses personalitats del món de la cultura catalana i, en general, amb els diversos àmbits de la cultura, la política i la societat coetànies. També destaca l'apartat de documents sonors i d'imatge.